# Margny-lès-Compiègne
Margny-lès-Compiègne és un municipi francès, situat al departament de l'Oise i a la regió dels Alts de França. L'any 2007 tenia 7.736 habitants.

## Demografia

### Població
El 2007 la població de fet de Margny-lès-Compiègne era de 7.736 persones. Hi havia 3.245 famílies de les quals 1.222 eren unipersonals (550 homes vivint sols i 672 dones vivint soles), 841 parelles sense fills, 927 parelles amb fills i 255 famílies monoparentals amb fills.
La població ha evolucionat segons el següent gràfic:
Habitants censats

### Habitatges
El 2007 hi havia 3.748 habitatges, 3.338 eren l'habitatge principal de la família, 89 eren segones residències i 321 estaven desocupats. 1.862 eren cases i 1.868 eren apartaments. Dels 3.338 habitatges principals, 1.559 estaven ocupats pels seus propietaris, 1.734 estaven llogats i ocupats pels llogaters i 44 estaven cedits a títol gratuït; 324 tenien una cambra, 449 en tenien dues, 742 en tenien tres, 828 en tenien quatre i 995 en tenien cinc o més. 2.239 habitatges disposaven pel capbaix d'una plaça de pàrquing. A 1.849 habitatges hi havia un automòbil i a 943 n'hi havia dos o més.

### Piràmide de població
La piràmide de població per edats i sexe el 2009 era:
| Homes | Edats   | Dones |
| ----- | ------- | ----- |
| 0     | 95 o +  | 24    |
| 4     | 90 a 94 | 44    |
| 44    | 85 a 89 | 92    |
| 28    | 80 a 84 | 56    |
| 80    | 75 a 79 | 132   |
| 104   | 70 a 74 | 136   |
| 140   | 65 a 69 | 176   |
| 100   | 60 a 64 | 120   |
| 112   | 55 a 59 | 144   |
| 200   | 50 a 54 | 144   |
| 212   | 45 a 49 | 252   |
| 264   | 40 a 44 | 268   |
| 224   | 35 a 39 | 208   |
| 252   | 30 a 34 | 232   |
| 336   | 25 a 29 | 304   |
| 244   | 20 a 24 | 224   |
| 272   | 15 a 19 | 236   |
| 176   | 10 a 14 | 256   |
| 216   | 5 a 9   | 172   |
| 116   | 0 a 4   | 180   |

## Economia
El 2007 la població en edat de treballar era de 5.274 persones, 4.077 eren actives i 1.197 eren inactives. De les 4.077 persones actives 3.670 estaven ocupades (1.974 homes i 1.696 dones) i 407 estaven aturades (199 homes i 208 dones). De les 1.197 persones inactives 310 estaven jubilades, 453 estaven estudiant i 434 estaven classificades com a «altres inactius».

### Ingressos
El 2009 a Margny-lès-Compiègne hi havia 3.349 unitats fiscals que integraven 7.690 persones, la mediana anual d'ingressos fiscals per persona era de 19.315 €.

### Activitats econòmiques
Dels 256 establiments que hi havia el 2007, 1 era d'una empresa extractiva, 4 d'empreses alimentàries, 1 d'una empresa de fabricació de material elèctric, 11 d'empreses de fabricació d'altres productes industrials, 38 d'empreses de construcció, 59 d'empreses de comerç i reparació d'automòbils, 15 d'empreses de transport, 13 d'empreses d'hostatgeria i restauració, 3 d'empreses d'informació i comunicació, 14 d'empreses financeres, 9 d'empreses immobiliàries, 33 d'empreses de serveis, 36 d'entitats de l'administració pública i 19 d'empreses classificades com a «altres activitats de serveis».
Dels 74 establiments de servei als particulars que hi havia el 2009, 1 era una oficina d'administració d'Hisenda pública, 1 oficina de correu, 5 oficines bancàries, 9 tallers de reparació d'automòbils i de material agrícola, 1 taller d'inspecció tècnica de vehicles, 4 establiments de lloguer de cotxes, 1 autoescola, 6 paletes, 7 guixaires pintors, 2 fusteries, 6 lampisteries, 6 electricistes, 3 empreses de construcció, 7 perruqueries, 1 agència de treball temporal, 7 restaurants, 3 agències immobiliàries, 1 tintoreria i 3 salons de bellesa.
Dels 19 establiments comercials que hi havia el 2009, 3 eren supermercats, 1 una botiga de més de 120 m², 5 fleques, 3 carnisseries, 1 una peixateria, 1 una botiga de roba, 1 una botiga d'electrodomèstics, 1 una botiga de mobles, 1 una botiga de material de revestiment de parets i terra i 2 floristeries.
L'any 2000 a Margny-lès-Compiègne hi havia 3 explotacions agrícoles.

## Equipaments sanitaris i escolars
Els 4 equipaments sanitaris que hi havia el 2009 eren farmàcies.
El 2009 hi havia 2 escoles maternals i 4 escoles elementals. Margny-lès-Compiègne disposava d'un col·legi d'educació secundària amb 797 alumnes.

## Poblacions més properes
El següent diagrama mostra les poblacions més properes.